# Trophée européen féminin de rugby à XV 2008
Navigation
Trophée européen féminin 2007 Trophée européen féminin 2009
Le Trophée européen féminin de rugby à XV 2008 se déroule du 17 mai au 24 mai 2008 aux Pays-Bas.
Pour la première fois depuis 2004, les deux championnats (Poule A et Poule B) ont eu lieu simultanément dans le même pays hôte.

## Participants
La Poule A est constituée de huit équipes :Angleterre, France, pays de Galles, Irlande, Écosse, Espagne, Pays-Bas et Suède qui remplace l'Italie qui a décliné l'invitation. 
Concernant la Poule B, les équipes d'Allemagne, de la Belgique, de la Roumanie, de la Finlande, de la Russie ainsi que l'équipe de France féminine militaire participent à la compétition.

## Poule A
Cette année, la compétition de la Poule A se déroule sous la forme de matchs à élimination directe.

### Quarts de finale
| 17 mai 2008 | Angleterre | 80 - 3  | Suède          | à Amsterdam |
| 17 mai 2008 | Pays-Bas   | 3 - 24  | France         | à Amsterdam |
| 17 mai 2008 | Écosse     | 10 - 27 | Pays de Galles | à Amsterdam |
| 17 mai 2008 | Irlande    | 41 - 7  | Espagne        | à Amsterdam |

### Demi-finale
| 20 mai 2008 | Angleterre | 22 - 11 | Irlande        | à Drachten |
| 20 mai 2008 | France     | 10 - 18 | Pays de Galles | à Leyde    |

### Finale et classement
| 20 mai 2008 | Espagne  | 20 - 0 | Suède  | à Drachten |
| 20 mai 2008 | Pays-Bas | 0 - 26 | Écosse | à Leyde    |

#### Match pour la7eplace
| 24 mai 2008 | Pays-Bas | 7 - 6 | Suède | à Amsterdam |

#### Match pour la5eplace
| 24 mai 2008 | Écosse | 27 - 25 | Espagne | à Amsterdam |

#### Match pour la3eplace
| 24 mai 2008 | Irlande | 22 - 22 | France | à Amsterdam |

L'Irlande déclarée vainqueur aux nombres d'essais (4 à 3)

#### Finale
| 24 mai 2008 | Angleterre | 12 - 6 | Pays de Galles | à Amsterdam |

## Poule B

### Tour 1

#### Groupe A
| Rang | Club             | J | V | N | D | Pm | Pe | Diff | Pts |
| ---- | ---------------- | - | - | - | - | -- | -- | ---- | --- |
| 1    | France Militaire | 2 | 2 | 0 | 0 | 22 | 5  | +17  | 4   |
| 2    | Allemagne        | 2 | 1 | 0 | 1 | 10 | 17 | -7   | 2   |
| 3    | Belgique         | 2 | 0 | 0 | 2 | 0  | 10 | -10  | 0   |

| 19 mai 2008 | Allemagne | 5 - 0  | Belgique         | à Castricum |
| 19 mai 2008 | Allemagne | 5 - 17 | France militaire | à Castricum |
| 19 mai 2008 | Belgique  | 0 - 5  | France militaire | à Castricum |

#### Groupe B
| Rang | Club     | J | V | N | D | Pm | Pe | Diff | Pts |
| ---- | -------- | - | - | - | - | -- | -- | ---- | --- |
| 1    | Russie   | 2 | 2 | 0 | 0 | 71 | 3  | +68  | 4   |
| 2    | Roumanie | 2 | 1 | 0 | 1 | 16 | 37 | -21  | 2   |
| 3    | Finlande | 2 | 0 | 0 | 2 | 5  | 52 | -47  | 0   |

| 19 mai 2008 | Roumanie | 13 - 5 | Finlande | à Utrecht |
| 19 mai 2008 | Finlande | 0 - 39 | Russie   | à Utrecht |
| 19 mai 2008 | Roumanie | 3 - 32 | Russie   | à Utrecht |

### Tour 2

#### Groupe A
| Rang | Club     | J | V | N | D | Pm | Pe | Diff | Pts |
| ---- | -------- | - | - | - | - | -- | -- | ---- | --- |
| 1    | Russie   | 2 | 2 | 0 | 0 | 51 | 0  | +51  | 4   |
| 2    | Belgique | 2 | 1 | 0 | 1 | 15 | 29 | -14  | 2   |
| 3    | Roumanie | 2 | 0 | 0 | 2 | 7  | 44 | -37  | 0   |

| 21 mai 2008 | Russie   | 22 - 0 | Belgique | à Tilbourg |
| 21 mai 2008 | Roumanie | 7 - 15 | Belgique | à Tilbourg |
| 21 mai 2008 | Roumanie | 0 - 29 | Russie   | à Tilbourg |

#### Groupe B
| Rang | Club             | J | V | N | D | Pm | Pe | Diff | Pts |
| ---- | ---------------- | - | - | - | - | -- | -- | ---- | --- |
| 1    | France Militaire | 2 | 2 | 0 | 0 | 39 | 7  | +32  | 4   |
| 2    | Allemagne        | 2 | 1 | 0 | 1 | 46 | 13 | +33  | 2   |
| 3    | Finlande         | 2 | 0 | 0 | 2 | 3  | 68 | -65  | 0   |

| 21 mai 2008 | Allemagne        | 39 - 3 | Finlande         | à Driebergen |
| 21 mai 2008 | France militaire | 29 - 0 | Finlande         | à Driebergen |
| 21 mai 2008 | Allemagne        | 7 - 10 | France militaire | à Driebergen |

### Finale et classement

#### Match pour la5eplace
| 23 mai 2008 | Roumanie | 12 - 5 | Finlande | à Amsterdam |

#### Match pour la3eplace
| 23 mai 2008 | Allemagne | 19 - 15 | Belgique | à Amsterdam |

#### Finale
| 23 mai 2008 | Russie | 31 - 14 | France militaire | à Amsterdam |